# 西竹之丸
西竹之丸（にしたけのまる）は、神奈川県横浜市中区の町名。「丁目」の設定のない単独町名である。住居表示未実施区域。

## 地理
中区の西部に位置し、東に竹之丸、南・西・北に山元町、北東に柏葉と接している。また、町内の大半は住宅地となっている。

### 地価
住宅地の地価は、2024年（令和6年）1月1日の公示地価によれば、西竹之丸94番8の地点で32万4000円/m²となっている。

## 歴史

### 沿革
- 1933年（昭和8年）4月1日 - 根岸町の一部を分離し、西竹之丸を新設[7]。

## 世帯数と人口
2025年（令和7年）6月30日現在（横浜市発表）の世帯数と人口は以下の通りである。
| 町丁     | 世帯数  | 人口    |
| -------- | ------- | ------- |
| 西竹之丸 | 942世帯 | 1,995人 |

### 人口の変遷
国勢調査による人口の推移。
| 年                 | 人口  |
| ------------------ | ----- |
| 1995年（平成7年）  | 1,781 |
| 2000年（平成12年） | 1,887 |
| 2005年（平成17年） | 1,895 |
| 2010年（平成22年） | 2,072 |
| 2015年（平成27年） | 1,954 |
| 2020年（令和2年）  | 1,984 |

### 世帯数の変遷
国勢調査による世帯数の推移。
| 年                 | 世帯数 |
| ------------------ | ------ |
| 1995年（平成7年）  | 713    |
| 2000年（平成12年） | 742    |
| 2005年（平成17年） | 743    |
| 2010年（平成22年） | 822    |
| 2015年（平成27年） | 804    |
| 2020年（令和2年）  | 891    |

## 学区
市立小・中学校に通う場合、学区は以下の通りとなる（2024年11月時点）。
| 番・番地等 | 小学校             | 中学校               |
| ---------- | ------------------ | -------------------- |
| 全域       | 横浜市立山元小学校 | 横浜市立仲尾台中学校 |

## 事業所
2021年現在の経済センサス調査による事業所数と従業員数は以下の通りである。
| 町丁     | 事業所数 | 従業員数 |
| -------- | -------- | -------- |
| 西竹之丸 | 21事業所 | 67人     |

### 事業者数の変遷
経済センサスによる事業所数の推移。
| 年                 | 事業者数 |
| ------------------ | -------- |
| 2016年（平成28年） | 11       |
| 2021年（令和3年）  | 21       |

### 従業員数の変遷
経済センサスによる従業員数の推移。
| 年                 | 従業員数 |
| ------------------ | -------- |
| 2016年（平成28年） | 38       |
| 2021年（令和3年）  | 67       |

## その他

### 日本郵便
- 郵便番号：231-0852[3]（集配局：横浜港郵便局[17]）

### 警察
町内の警察の管轄区域は以下の通りである。
| 番・番地等 | 警察署     | 交番・駐在所 |
| ---------- | ---------- | ------------ |
| 全域       | 山手警察署 | 山元町交番   |